# Taça dos Clubes Vencedores de Taças de 1960–61
A Taça dos Clubes Vencedores de Taças de 1960/1961 foi a primeira edição desta competição e foi vencida pelos italianos da Fiorentina derrotando os escoceses do Glasgow Rangers. A edição inicial teve poucos participantes, devido às baixas expectativas em relação ao torneio e, também, devido ao facto de muitos países europeus ainda não terem um troféu nacional, excepto o campeonato nacional. Organizado pelos dirigentes da Mitropa Cup, a competição só viria a ser reconhecida pela UEFA em 1963, devido à pressão da Federação Italiana de Futebol.

## Pré-eliminatória
| Equipa 1        | Total | Equipa 2         | 1.ª Mão | 2.ª Mão |
| --------------- | ----- | ---------------- | ------- | ------- |
| Glasgow Rangers | 5-4   | Ferencvárosi     | 4-2     | 1-2     |
| Vorwärts Berlim | 2-3   | Rudá Hvězda Brno | 2-1     | 0-2     |

## Quartos de final
| Equipa 1                 | Total | Equipa 2                | 1.ª Mão | 2.ª Mão |
| ------------------------ | ----- | ----------------------- | ------- | ------- |
| Borússia Mönchengladbach | 0-11  | Glasgow Rangers         | 0-3     | 0-8     |
| Austria Wien             | 2-5   | Wolverhampton Wanderers | 2-0     | 0-5     |
| FC Luzern                | 2-9   | Fiorentina              | 0-3     | 2-6     |
| Rudá Hvězda Brno         | 0-2   | Dinamo Zagreb           | 0-0     | 0-2     |

## Meias finais
| Equipa 1        | Total | Equipa 2                | 1.ª Mão | 2.ª Mão |
| --------------- | ----- | ----------------------- | ------- | ------- |
| Glasgow Rangers | 3-1   | Wolverhampton Wanderers | 2-0     | 1-1     |
| Fiorentina      | 4-2   | Dinamo Zagreb           | 3-0     | 1-2     |

## Final
| Equipa 1        | Total | Equipa 2   | 1.ª Mão | 2.ª Mão |
| --------------- | ----- | ---------- | ------- | ------- |
| Glasgow Rangers | 1-4   | Fiorentina | 0-2     | 1-2     |